# Etta Palm d’Aelders
Etta Palm d’Aelders, właściwie Etta Lubina Johanna Aelders, (ur. w 1743 w Groningen, zm. 1799 w Hadze) – holenderska działaczka feministyczna z okresu rewolucji francuskiej. Była członkiem pierwszej organizacji politycznej zrzeszającej kobiety w historii Francji - „Braterskie Stowarzyszenie Obojga Płci” (fr.  Société fraternelle de l'un et de l'autre sexe) oraz założycielką pierwszego kobiecego klubu politycznego - Patriotyczne i Dobroczynne Towarzystwo Przyjaciółek Prawdy” (fr.  Société Patriotique des Amis de la Vérité).
Etta Palm d’Aelders pochodziła z mieszczańskiej rodziny holenderskiej. Jej ojciec był relatywnie bogatym marszandem, dzięki czemu stać go było na opłacenie swej córce dobrej szkoły. Etta została szybko wydana za mąż za niejakiego Christiana Palma. Małżeństwo nie trwało jednak długo i dziewczyna wyjechała do Amsterdamu. W roku 1774 przybyła do Paryża, tytułując się publicznie baronową d’Aelders. W Paryżu rzuciła się w wir salonowego życia. Szybko została metresą wielu wysoko postawionych oficjeli i przybywających do francuskiej stolicy dyplomatów. W roku 1778 założyła swój własny salon. Stąd zainteresowanie jej osobą holenderskiego rządu, na rzecz którego (a później też i innych) Etta podejmie się pracy wywiadowczej.
W czasie samej rewolucji francuskiej zaangażowała się w politykę. Była częstym bywalcem spotkań Cercle social, sympatyzującego z Żyrondą.